# Bloemwantsen
De bloemwantsen (Anthocoridae) vormen een familie die behoort tot de wantsen. De groep werd voor het eerst wetenschappelijk beschreven door Franz Xaver Fieber in 1837. 
Ze komen over de hele wereld voor in een grote verscheidenheid van habitats, waaronder galappels, onder de bast van bomen, in mierennesten, of op de bodem. Het zijn kleine diertjes, minder dan een halve centimeter groot. De meeste soorten zijn roofdieren, die van kleine geleedpotigen leven. Sommige soorten zijn tevens planteneters (zoals Orius insidiosus of Orius pallidicornis). Van enkele soorten vermoedt men dan ze louter plantaardig voedsel gebruiken (bijvoorbeeld Paratriphleps laeviusculus).
Dankzij hun klein formaat zijn een aantal soorten elders op de wereld geïntroduceerd, meestal ongewild als gevolg van menselijke activiteit. Enkele soorten zijn echter met opzet geïntroduceerd als biologisch bestrijdingsmiddel van bladluizen, tripsen of mijten.

## Taxonomie
De ITIS Catalogue of Life 2011 somt 114 soorten Anthocoridae op (elders wordt gewag gemaakt van 400 tot 600 soorten), die behoren tot de volgende geslachten:
- Acompocoris
- Alofa
- Amphiareus
- Anthocoris
- Brachysteles
- Buchananiella
- Calliodis
- Cardiastethus
- Coccivora
- Dufouriellus
- Dysepicritus
- Elatophilus
- Lasiochilus
- Lilia
- Lyctocoris
- Macrothacheliella

- Macrotrachelia
- Maoricoris
- Melanocoris
- Montandionola
- Nidicola
- Orius
- Paratriphleps
- Physopleurella
- Plochiocoris
- Scoloposcelis
- Solenonotus
- Temnostethus
- Tetraphleps
- Xylocoridea
- Xylocoris

## In Nederland voorkomende soorten
- Genus: Acompocoris
  - Acompocoris alpinus
  - Acompocoris pygmaeus
- Genus: Amphiareus
  - Amphiareus constrictus
  - Amphiareus obscuriceps
- Genus: Anthocoris
  - Anthocoris amplicollis
  - Anthocoris butleri
  - Anthocoris confusus
  - Anthocoris gallarumulmi
  - Anthocoris limbatus
  - Anthocoris minki
  - Anthocoris nemoralis
  - Anthocoris nemorum - (Gewone bloemwants)
  - Anthocoris pilosus
  - Anthocoris sarothamni
  - Anthocoris simulans
  - Anthocoris visci
- Genus: Brachysteles
  - Brachysteles parvicornis
- Genus: Buchananiella
  - Buchananiella continua
- Genus: Cardiastethus
  - Cardiastethus fasciiventris
- Genus: Dufouriellus
  - Dufouriellus ater
- Genus: Dysepicritus
  - Dysepicritus rufescens
- Genus: Elatophilus
  - Elatophilus nigricornis
- Genus: Lyctocoris
  - Lyctocoris campestris
  - Lyctocoris dimidiatus
- Genus: Orius
  - Orius horvathi
  - Orius laevigatus
  - Orius laticollis
  - Orius majusculus
  - Orius minutus
  - Orius niger
  - Orius vicinus
- Genus: Scoloposcelis
  - Scoloposcelis pulchella
- Genus: Temnostethus
  - Temnostethus gracilis
  - Temnostethus longirostris
  - Temnostethus pusillus
- Genus: Tetraphleps
  - Tetraphleps bicuspis
- Genus: Xylocoridea
  - Xylocoridea brevipennis
- Genus: Xylocoris
  - Xylocoris cursitans
  - Xylocoris formicetorum
  - Xylocoris galactinus